# Sylvia Field
Sylvia Field (28 de febrero de 1901 – 31 de julio de 1998) fue una actriz teatral, cinematográfica y televisiva estadounidense, conocida sobre todo por su papel de Mrs. Martha Wilson en la sitcom televisiva de la CBS Dennis the Menace, entre 1959 y 1962.

## Biografía
Su verdadero nombre era Harriet Louisa Johnson, y nació en Allston, Massachusetts, cursando estudios en la Arlington High School de Arlington (Massachusetts). Field empezó su carrera artística como actriz teatral, debutando en el circuito de Broadway en 1918, a los 17 años de edad, con la obra The Betrothal. Tras trabajar en diferentes producciones teatrales, Field se inició en el cine con el drama rodado en 1928 The Home Girl.
Sus comienzos televisivos tuvieron lugara finales de los años 1940. Así, en 1949 protagonizó una sitcom acerca de su vida, The Truex Family. En 1952 consiguió el papel de Mrs. Remington en otra sitcom, Mr. Peepers, que se emitió hasta 1955, y el cual coprotagonizaba su marido, Ernest Truex. Finalizada Mr. Peepers, Field trabajó como artista invitada en episodios de diferentes series televisivas, entre ellas Producers' Showcase, Star Tonight, General Electric Theater, The Ann Sothern Show, y Perry Mason. Además, en 1958 fue la Tía Lila en el show de Walt Disney The Mickey Mouse Club Presents: Annette, protagonizado por Annette Funicello.
En 1959, Field empezó su trayectoria como Martha Wilson en la serie de la CBS Dennis the Menace. El personaje de Field fue eliminado de la serie en 1962 a causa del fallecimiento de Joseph Kearns, que interpretaba a George Wilson, el marido de Martha. Field continuó trabajando en televisión, con actuaciones como invitada en shows variados, como las sitcoms de la American Broadcasting Company Our Man Higgins (con Stanley Holloway) y Hazel. Su última actuación para la pantalla tuvo lugar en 1975 en un episodio de la producción de la CBS Harry O, que protagonizaba David Janssen.

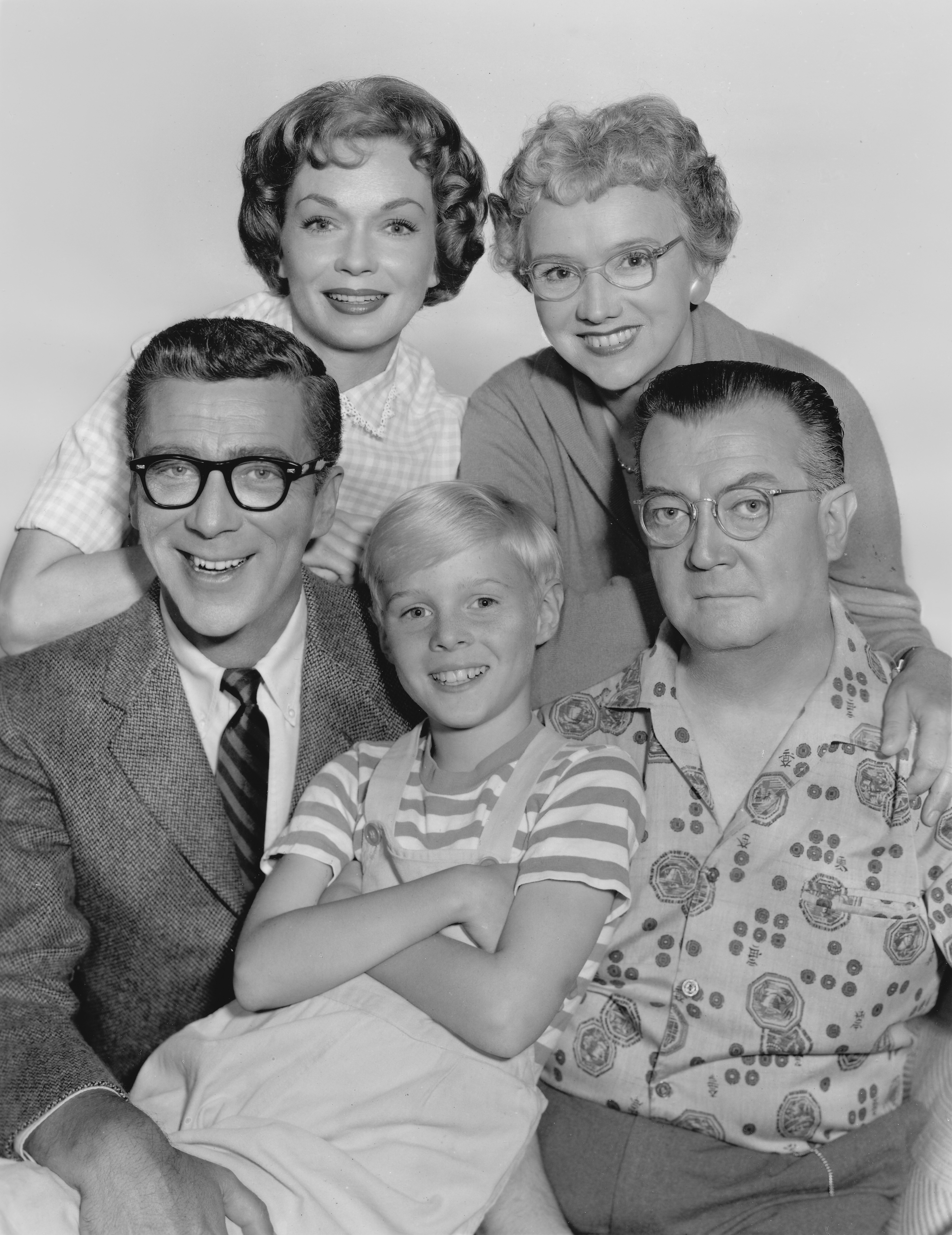
Sylvia Field (arriba derecha), con Jay North (centro), Herbert Anderson (abajo izq.), Gloria Henry y Joseph Kearns en Dennis the Menace en 1960.

Field se casó tres veces. Su primer marido, desde 1924 a 1929, fue Robert J. Frowhlich. En 1930 se casó con Harold Moffat, con el que tuvo una hija. Moffat falleció en 1938, y ella se casó en 1941 con el actor Ernest Truex, permaneciendo la pareja unida hasta la muerte de él, ocurrida en 1973.
Sylvia Field falleció en 31 de julio de 1998 a los 97 años, en una residencia en Fallbrook, California.